# 東京乙女レストラン
『東京乙女レストラン』（とうきょうおとめレストラン）は、2015年にTOKYO MXで放送していた料理バラエティ番組。第1期を同年4月から6月まで全13回放送し、第2期を同年10月から12月まで全13回放送した。

## 内容
声優の森久保祥太郎と花江夏樹が、ゲストと共にトークをしながら料理をする番組。2015年4月3日よりニコニコチャンネルで毎週金曜日19時から配信が開始された。スマホゲーム化や書籍化も予定されているメディアミックスコンテンツの1つ。

## コーナー
乙レスSD（サイドディッシュ）
レストランでの常磐有馬（森久保祥太郎）と門倉茜（花江夏樹）の日常をディフォルメアニメ化したもの、GYAO!で本編とともに配信されている。
東京オススメレストラン
東京都に実在するレストランを紹介。
東京乙女パティスリー
新人パティシエと称した西山宏太朗、八代拓、濱野大輝によるスイーツの作り方の紹介。

## 放送リスト

### 第1期
| 2015年 | 2015年  | 2015年                                                      | 2015年     | 2015年                 |
| 回     | 放送日  | 本日のメニュー                                              | ゲスト     | 東京オススメレストラン |
| ------ | ------- | ----------------------------------------------------------- | ---------- | ---------------------- |
| 1      | 4月1日  | カルボナーラ、カプレーゼ                                    | -          | PIZZAERIA&DINING PICO  |
| 2      | 4月8日  | コートレット、ジュリエンヌスープ                            | 斉藤壮馬   | 洋食MIYASHITA          |
| 3      | 4月15日 | 大根と手羽元煮込み、菜の花の白和え                          | -          | 創作和食饗〜KYO〜      |
| 4      | 4月22日 | おからハンバーグ、もやしと水菜のナムル もやしとネギのスープ | 山下大輝   | Hamburg Will           |
| 5      | 4月29日 | 塩豚チャーハン、サンラータン                                | -          | ChinaMoon 霞月樓       |
| 6      | 5月6日  | フレンチトースト、グリーンスムージー                        | 島﨑信長   | Cafe AALIYA            |
| 7      | 5月13日 | エッグベネディクト、フローズンヨーグルト                    | 島﨑信長   | eggcellent             |
| 8      | 5月20日 | 牛肉のたたき、新しょうがの炊き込みご飯                      | -          | Ginger&StarCafe        |
| 9      | 5月27日 | 冷製パスタ、ティラミス                                      | 津田健次郎 | STAGIONE FRUTTIFICARE  |
| 10     | 6月3日  | ガパオライス、海老の生春巻き                                | -          | Placul                 |
| 11     | 6月10日 | 豚丼、豚汁                                                  | 石川界人   | 豚っく                 |
| 12     | 6月17日 | ネバネバそば、コーン茶碗蒸し                                | 石川界人   | 板蕎麦 香り家          |

### 第2期
| 2015年 | 2015年   | 2015年                                                 | 2015年   | 2015年                                    | 2015年                        |
| 回     | 放送日   | 本日のメニュー                                         | ゲスト   | 東京乙女パティスリー                      | 東京オススメレストラン        |
| ------ | -------- | ------------------------------------------------------ | -------- | ----------------------------------------- | ----------------------------- |
| 1      | 10月7日  | キーマカレー タンドリーチキン                          | 石川界人 | カスタードプリン                          | みのりんご                    |
| 2      | 10月14日 | お肉と野菜たっぷりのポトフ パンにぴったりのディップ3種 | 山下大輝 | タタン風ケーキ                            | L'espace                      |
| 3      | 10月21日 | ピリ辛麻婆豆腐 手羽先としょうがのスープ                | 前野智昭 | パンナコッタ風杏仁豆腐                    | 神田 雲林                     |
| 4      | 10月28日 | 唐揚げ、コブサラダ                                     | 下野紘   | 焼きドーナツ                              | AKITAKA                       |
| 5      | 11月4日  | クラムチャウダー オニオンリング                        | 石川界人 | スコーン                                  | 麹町ダイナー                  |
| 6      | 11月11日 | 鮭ときのこのドリア ミネストローネ                      | 小野友樹 | カラフル白玉のフルーツ ポンチ             | HATTIFNATT 〜高円寺のおうち〜 |
| 7      | 11月18日 | あんかけ焼きそば ワンタンスープ                        | 江口拓也 | 黒ごまプリン                              | Private Kitcen 1833           |
| 8      | 11月25日 | パエリア、アヒージョ                                   | 遊佐浩二 | 毎日果実入り濃厚ミルク チョコレートムース | 恵比寿 18番                   |
| 9      | 12月2日  | 中華粥、棒棒鶏                                         | 小野友樹 | ごま団子                                  | 粥麺楽屋 喜々                 |
| 10     | 12月9日  | カレー鍋、ナン                                         | 江口拓也 | 豆乳プリン                                | カレー鍋 伝心望               |
| 11     | 12月16日 | ブイヤベース、オープンサンド                           | KENN     | ポッキーブラウニー                        | La Provence cafe              |
| 12     | 12月23日 | ミートローフ、魚介のマリネ                             | -        | ミルクロールケーキ                        | CONTAINER Cafe&Bar            |

## スタッフ
- 原作：ヴィ
- キャラクターデザイン：村上ゆいち
- ストーリー原案：小野上明夜
- フードコーディネーター：鈴木麻里子・上田浩子・高橋佳子（エムワークス）
- メインテーマ :「東京乙女レストラン」作詞・作曲・編曲/黒石ひとみ、 歌：森久保祥太郎、花江夏樹
- 音楽プロデューサー：伊藤圭一（ケイ・アイ・エム）
- 音楽制作：Kim Studio
- ロゴデザイン：染谷洋平・竹内はるか（BALCOLONY.）
- プロップデザイン：高橋俊之・武居雪代（ラグタイム）
- サイトデザイン：永井大志・吉田裕司・田中友情（FLAP）
- オフィシャルスチール：松川忍
- CAM：知脇良平、川崎耕市、宮辺直樹、小松正一郎、長谷川浩基、大竹賢治
- VE：服部卓爾
- 音響効果・MA：澤田雅和
- 編集：スタジオミック
- ヘアメイク：中本沙織・永藤麻里子・三田彩聖（アートメイク・トキ）
- 衣装協力：COSPA / COSPATIO / COSPATIO VILLAGE
- キャスティング：アクロス エンタテインメント
- 企画：松井健（ヴィ）大村恵一（ムービック）尾山仁康（TOKYOMX）旦悠輔（アニマティック）財津徹（イッツ）
- 宣伝：稲垣卓（ムービック）
- AD：櫻井宏子・鷲澤健太（TimeWarp）
- ディレクター：松本康平・大森慎太郎・佐藤貴亮（TimeWarp）
- 総合演出：大藏元宣（TimeWarp）
- 番組プロデューサー：吉野聡（TimeWarp）
- プロデューサー：伊藤桃香（ヴィ）青木寿江・西野裕子（ムービック）三好昇真（TOKYOMX）柳村努・相島豪太・宿輪浩介（アニマティック）田中美帆（イッツ）
- 制作：TimeWarp
- 製作：movIc、TOKYOMX、ANIMATIC、it's
- 製作著作：乙レス製作委員会

## DVD
| 巻        | 発売日         | 収録回          | 規格品番  | 規格品番         |
| 巻        | 発売日         | 収録回          | 通常版    | アニメイト限定版 |
| シーズン1 | シーズン1      | シーズン1       | シーズン1 | シーズン1        |
| --------- | -------------- | --------------- | --------- | ---------------- |
| 1         | 2015年6月26日  | 第1回 - 第3回   | MOVC-56   | MOVC-57          |
| 2         | 2015年7月31日  | 第4回 - 第6回   | MOVC-58   | MOVC-59          |
| 3         | 2015年8月28日  | 第7回 - 第9回   | MOVC-60   | MOVC-61          |
| 4         | 2015年9月25日  | 第10回 - 第12回 | MOVC-62   | MOVC-63          |
| シーズン2 |                |                 |           |                  |
| 1         | 2015年12月25日 | 第1回 - 第3回   | MOVC-72   | MOVC-73          |
| 2         | 2016年1月29日  | 第4回 - 第6回   | MOVC-74   | MOVC-75          |
| 3         | 2016年2月26日  | 第7回 - 第9回   | MOVC-76   | MOVC-77          |
| 4         | 2016年3月25日  | 第10回 - 第12回 | MOVC-78   | MOVC-79          |

## 他コンテンツ
- 期間限定ショップ「movin★onショップ 〜Plat de résistance 東京乙女レストラン〜」(2015年4月8日 - 19日、新宿マルイ・アネックス6F)